# Brachypodium retusum
Brachypodium retusum es una especie de la planta herbácea perteneciente a familia de las poáceas.

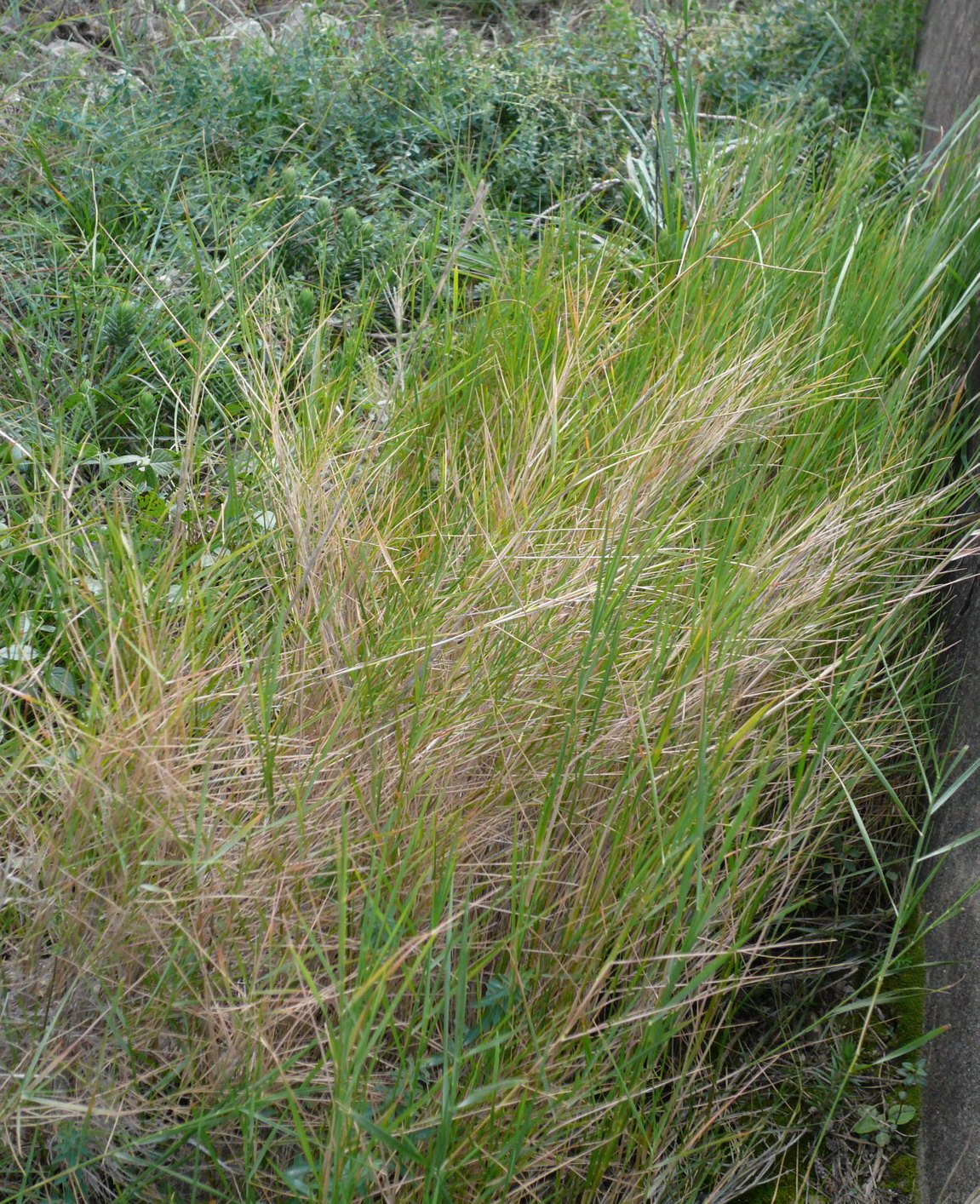
Pasto

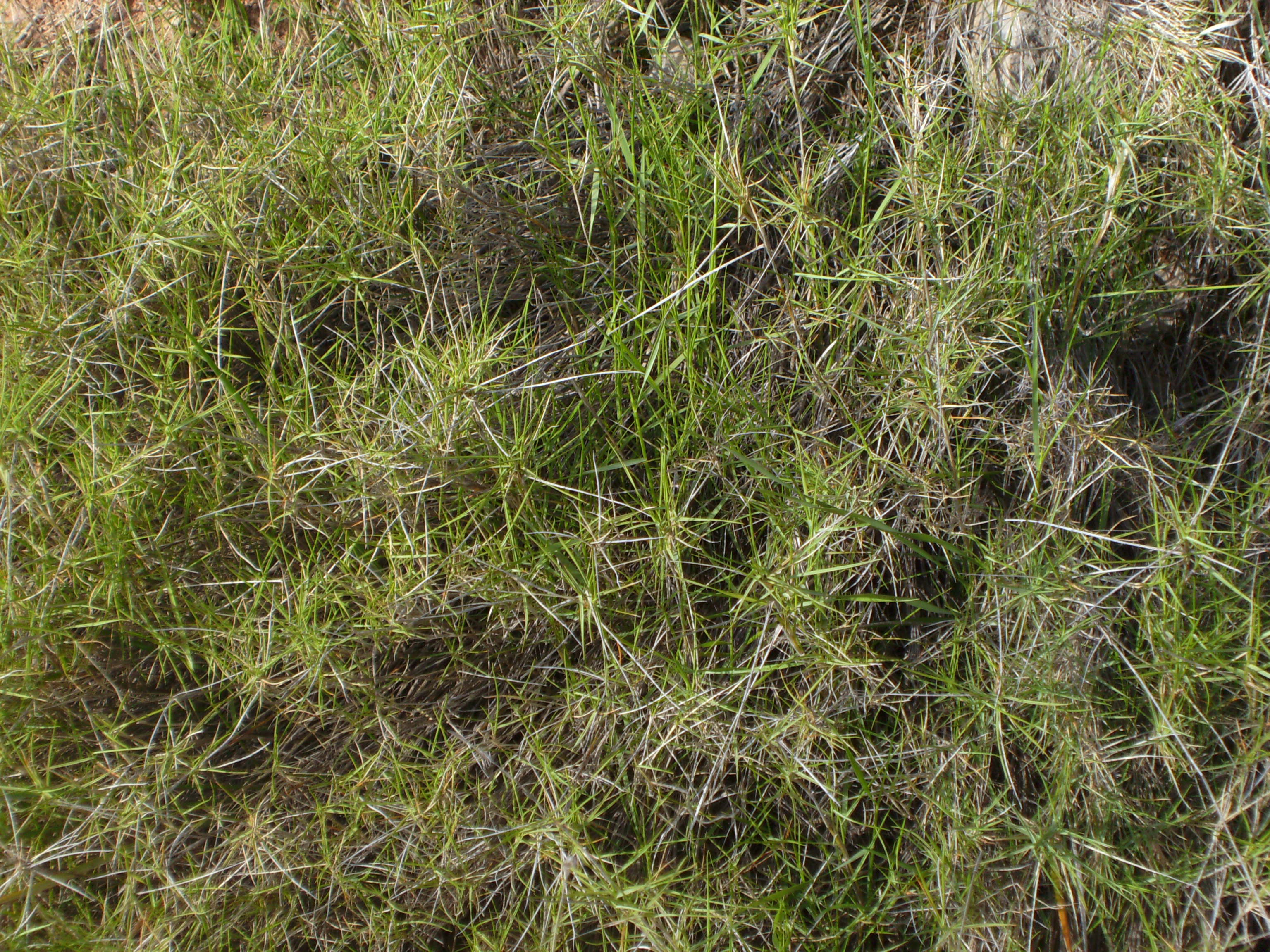
Brachypodium retusum en la sierra de Collserola

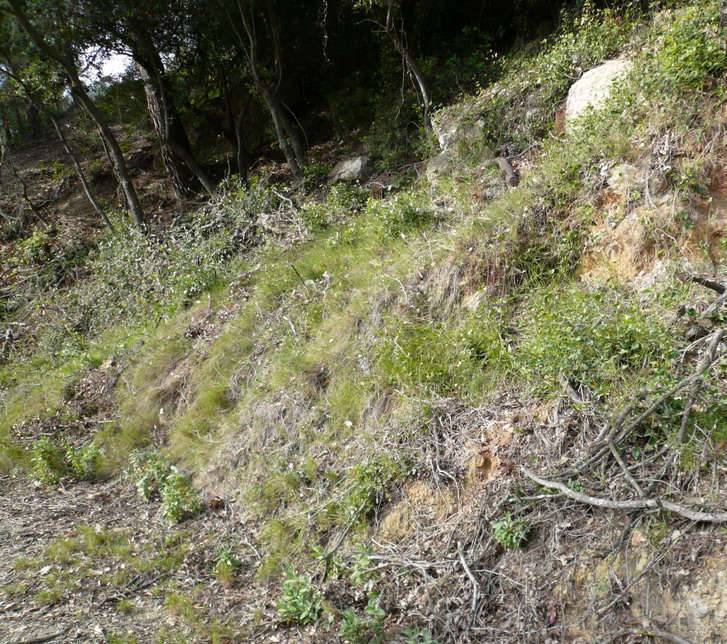
En su hábitat

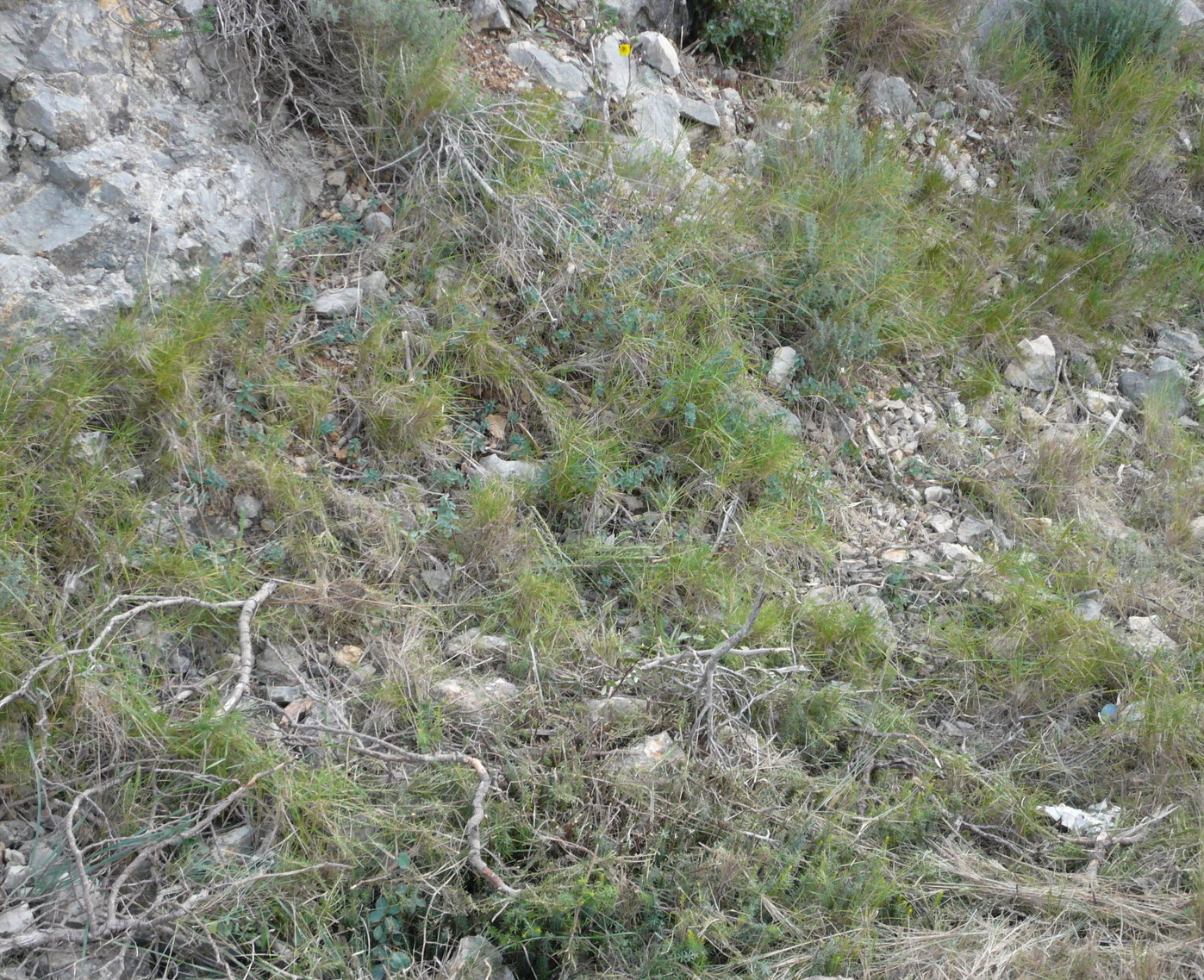
En su hábitat

## Descripción
Es una planta perenne, rizomatosa, con rizoma ramificado. Tallos de (12-) 40-60 (-140) cm, erectos, con más de 2 nudos y hojas numerosas, glaucos, escábridos. Hojas con lígula de 0,5-1,5 (-2,5) mm, redondeada o truncada, con margen ciliolado-pubérulo; limbo de 7-50 cm x 0,5-5 mm, generalmente convoluto, junciforme, patente o erecto-patente, muy frecuentemente curvado y en disposición claramente dística, con nervios numerosos y muy marcados. Espiga con raquis de hasta 10,5 cm, rígido o flexuoso, con 1-9 espiguillas. Pedúnculos de la espiguilla de 1-2,5 mm. Espiguillas de (13-) 20-46 mm, frecuentemente falcada en la antesis, con (5-) 10-18 flores. Glumas agudas, mucronadas, coriáceas; la inferior de (4-) 6-7,5 mm, con 5-7 nervios; la superior de 6-9,5 mm, con 7 nervios. Lema de 8-13 mm; lanceolada, con 7 nervios; las inferiores de cada espiguilla mucronadas; las más superiores con arista de hasta 3,5 mm. Pálea de 6-10 mm, más corta o ligeramente más larga que la lema. Anteras de 5-6 mm.  Florece de mayo a junio.

## Distribución
Se distribuye por el norte de África (Argelia), sudoeste de Asia (Turquía) y el sur de Europa (Albania, Grecia, Creta, Italia, Cerdeña, Sicilia, Yugoslavia, Francia, Córcega, España y Portugal).

## Hábitat
Se encuentra en matorrales sobre suelos margosos y fisuras de rocas calcáreas.

## Propiedades
Es una planta que tiene usos medicinales como hipotensor, antidiarréico, astringente, diurético, antiinflamatorio y para baños dérmicos. También se usa en jardinería y para la protección, estabilización y fijación del suelo en taludes secos y pedregosos.

## Taxonomía
Brachypodium retusum fue descrita por (Pers.) P.Beauv. y publicado en Essai d'une Nouvelle Agrostographie 101, 155, 156. 1812.
Citología
Número de cromosomas de Brachypodium retusum (Fam. Gramineae) y táxones infraespecíficos: 2n=42, 46
Etimología
Brachypodium: nombre genérico que deriva del griego brachys (corto) y podion (pie pequeño), en referencia a las espiguillas subsésiles.
retusum: epíteto latino que significa "punta roma, con muescas"
Sinonimia
- Brachypodium allionii C.Presl
- Brachypodium bofillii Sennen
- Brachypodium boissieri Nyman
- Brachypodium caespitosum (Desf.) C.Presl
- Brachypodium caespitosum (Desf.) Henrard
- Brachypodium capillifolium Sennen
- Brachypodium hostii Link
- Brachypodium mucronatum Willk.
- Brachypodium obtusifolium Link
- Brachypodium obtusifolium (Boiss.) Boiss.
- Brachypodium phoenicoides var. bracteolatum Guss.
- Brachypodium phoenicoides var. mucronatum (Willk.) Henriq.
- Brachypodium pinnatum var. mucronatum (Willk.) Pérez Lara
- Brachypodium plukenetii (All.) Link
- Brachypodium ramosum Roem. & Schult.
- Brachypodium × willkommii Sennen ex St.-Yves
- Brachypodium wilsonis Sennen ex St.-Yves [
- Bromus pluckenetii All.
- Bromus retusus Pers.
- Festuca caespitosa Desf.
- Festuca mucronata (Willk.) C. Muell. ex Walp.
- Festuca obtusifolia Lag. ex Link
- Festuca ramosa (Roem. & Schult.) Roth
- Triticum caespitosum (Desf.) DC.
- Triticum obtusifolium (Link) Boiss.[8]

## Nombre común
Son nombres comunes en castellano: cebada, cervero, fenal, fenazo, grama colgante, hierba yesquera, lastoncillo, lastón, lastón mediterráneo, lastón ramoso, pastillo, pasto, pasto burrero, serveros, zervero.